# Dolný Vadičov
Dolný Vadičov (bis 1927 auch „Dolný Vajčov“; ungarisch Alsóvadas – bis 1907 Alsóvadicsó) ist eine Gemeinde im Nordwesten der Slowakei mit 598 Einwohnern (Stand 31. Dezember 2024) und liegt im Okres Kysucké Nové Mesto, einem Kreis des Žilinský kraj und zugleich in der traditionellen Landschaft Kysuce.

## Geographie

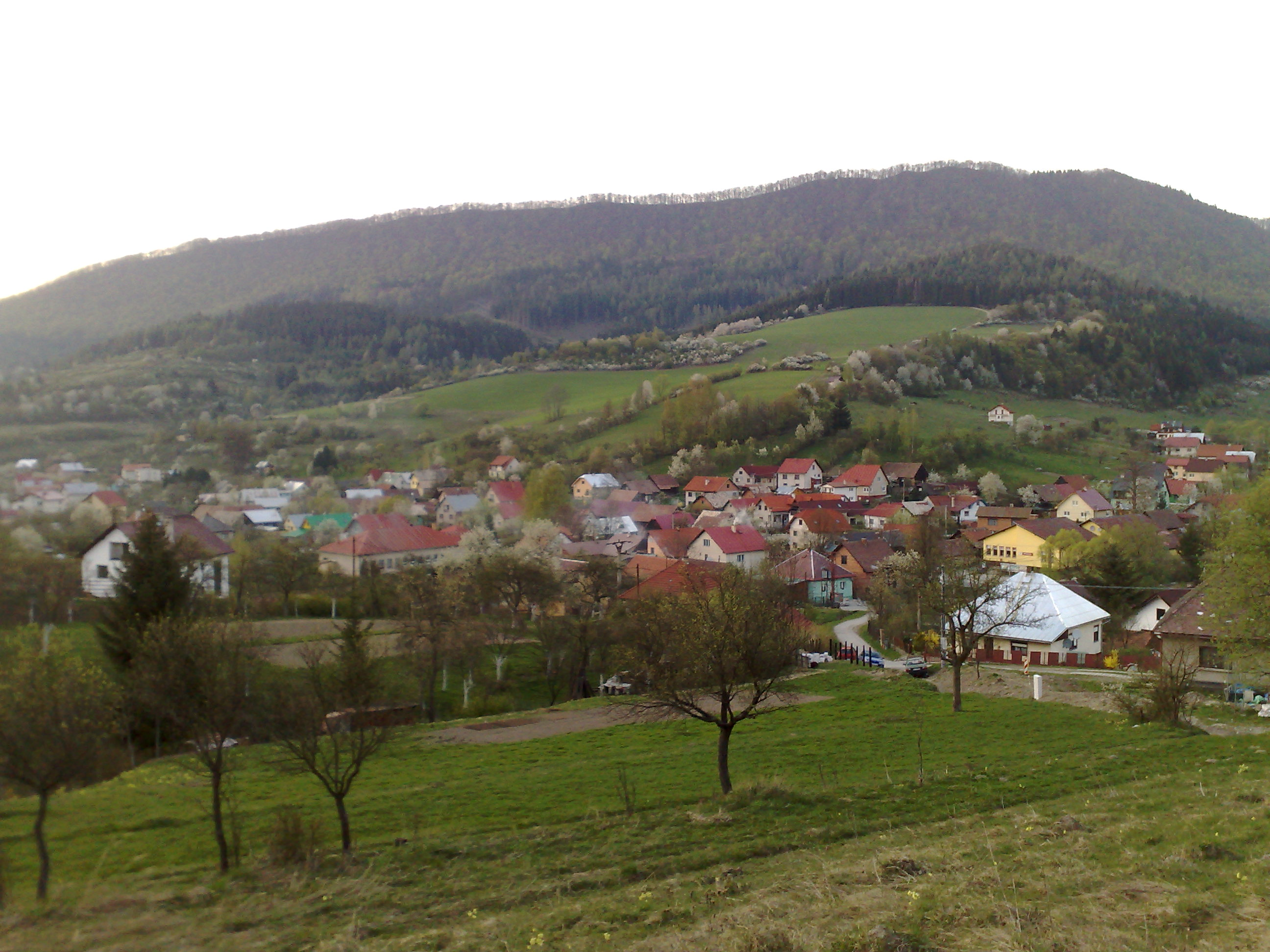
Dolný Vadičov

Die Gemeinde befindet sich im Bergland Kysucká vrchovina im mittleren Teil des Tals von Vadičovský potok. Der höchste Punkt des Gemeindegebiets ist der Berg Ľadonhora (999 m n.m.) nordöstlich des Ortes. Das Ortszentrum liegt auf einer Höhe von 439 m n.m. und ist sechseinhalb Kilometer von Kysucké Nové Mesto sowie 16 Kilometer von Žilina entfernt.
Nachbargemeinden sind Kysucké Nové Mesto (Stadtteil Budatínska Lehota) im Norden, Horný Vadičov im Osten, Kotrčiná Lúčka im Süden, Žilina (Stadtteil Zástranie) im Südwesten und Lopušné Pažite im Westen.

## Geschichte
Die erste schriftliche Erwähnung der Gegend stammt aus dem Jahr 1385, als hier noch ein Wald stand (silva Vaditzov). Der Ort wurde Anfang des 15. Jahrhunderts in einer Lichtung gegründet und war 1419 noch eine kleine Siedlung (villula Vadychov). Das Dorf war Besitz der Familien Rudinszki und Nedec und später lag es im Herrschaftsgebiet der Burg Strečno. 1598 gab es in Dolný Vadičov eine Mühle und 24 Häuser, 1784 hatte die Ortschaft 41 Häuser und 239 Einwohner, 1828 zählte man 38 Häuser und 376 Einwohner, die als Drahtbinder, Hersteller von Holzgeschirr, Holzfäller, Landwirte, Schindelhersteller und Viehhalter beschäftigt waren.
Bis 1918 gehörte der im Komitat Trentschin liegende Ort zum Königreich Ungarn und kam danach zur Tschechoslowakei beziehungsweise heute Slowakei.

## Bevölkerung
| Jahr                | 1994 | 2004     | 2014     | 2024     |
| ------------------- | ---- | -------- | -------- | -------- |
| Anzahl der Personen | 384  | 425      | 477      | 598      |
| Unterschied         |      | +10,67 % | +12,23 % | +25,36 % |

| Jahr                | 2023 | 2024    |
| ------------------- | ---- | ------- |
| Anzahl der Personen | 588  | 598     |
| Unterschied         |      | +1,70 % |

Nach der Volkszählung 2011 wohnten in Dolný Vadičov 463 Einwohner, davon 457 Slowaken und zwei Tscheche. Ein Einwohner gab eine andere Ethnie an und drei Einwohner machten keine Angabe zur Ethnie.
429 Einwohner bekannten sich zur römisch-katholischen Kirche und vier Einwohner zur griechisch-katholischen Kirche. 23 Einwohner waren konfessionslos und bei sieben Einwohnern wurde die Konfession nicht ermittelt.

## Bauwerke
- Kapelle aus der Mitte des 19. Jahrhunderts
- Holzglockenturm aus dem 19. Jahrhundert